# Grêmio Osasco Audax (féminines)
Le Grêmio Osasco Audax, appelé couramment Audax est un club féminin et brésilien de football fondé en 2015 dans la ville de Osasco dans l'État de São Paulo. Le club est la section féminine du Grêmio Osasco Audax fondé en 1985. 

## Histoire
Le club est fondé en 2015 et dispute le championnat de l'État de São Paulo, d'entrée Audax atteint les demi-finales de ce championnat. 
En 2016, le club s'associe avec les Corinthians sous le nom de "Corinthians/Audax". Le club d’Osasco se charge des sites d’entraînement et de l'organisation des matchs, Corinthians apporte un soutien financier à l’équipe, ce qui leur permet de recruter quelques-uns des meilleurs jeunes talents du Brésil, notamment le duo d'attaquantes Gabi Nunes et Byanca Brasil. Arthur Elias est engagé en tant qu'entraîneur. Sous le logo GO Audax et les couleurs des Corinthians, l'entente remporte immédiatement des titres à commencer par la Coupe du Brésil féminine de football en 2016.
Lors du lancement de la Série A1 en 2017, les deux clubs engagent chacun une équipe, mais la coopération continue au niveau continental. Lors de la Copa Libertadores féminine 2017, c'est sous le nom GO Audax, malgré un cadre majoritairement issu des Corinthians, que le club remporte le titre continental en battant les chiliennes de Colo-Colo.

## Palmarès
Comme Corinthians/Audax
- Coupe du Brésil
  - Vainqueur en 2016.
- Copa Libertadores
  - Vainqueur en 2017